# دیمیتری دیورند
دیمیتری دیورند (انگلیسی: Dimitri Durand؛ زادهٔ ۲ آوریل ۱۹۸۲) بازیکن فوتبال اهل فرانسه است.
از باشگاه‌هایی که در آن بازی کرده‌است می‌توان به باشگاه فوتبال ستاره سرخ اشاره کرد.